# Strada statale 530 di Portovenere
La ex strada statale 530 di Portovenere (SS 530), ora strada provinciale 530 di Portovenere (SP 530). Inizia alla Spezia, in zona Stadio, e termina a Portovenere.

## Percorso
Il punto di partenza è segnato dall'incrocio tra viale Giovanni Amendola (ex strada statale 1 Via Aurelia) e viale Nicolò Fieschi e prosegue superando i quartieri del levante spezzino, costeggiando di fatto la costa occidentale del golfo. 

All'altezza del quartiere di Fabiano Basso s'incrocia con la ex strada statale 370 Litoranea delle Cinque Terre che raggiunge le Cinque Terre.
Oltrepassato il bivio con la SS 370 si costeggiano le mura perimetrali dell'Arsenale Militare e si attraversano le frazioni dell'Acquasanta, Marola e Cadimare. 
La strada entra quindi nel territorio del comune di Portovenere con la frazione del Fezzano. 

Superato l'abitato, la statale si snoda in una fitta zona boscosa che sovrasta il sottostante impianto di rigassificazione gas naturale liquefatto di Panigaglia per poi raggiungere l'abitato de Le Grazie ove ha sede, nella base militare del Varignano, il Comando Subacquei ed Incursori (COM.SUB.IN) della Marina Militare.
Lasciato il centro abitato, dopo pochi tornanti, è possibile accedere anche al parco archeologico dell'Antiquarium del Varignano che conserva i resti di un'antica villa romana.
Lasciato il borgo delle Grazie, la strada valica il versante di Portovenere, offrendo al viaggiatore uno scorcio sul centro abitato e del braccio di mare che lo divide dall'isola Palmaria. Dopo un ultimo tratto stretto e tortuoso la statale termina in piazza Bastreri, nel centro storico del borgo di Portovenere.
In seguito al decreto legislativo n. 112 del 1998, dal 2001, la gestione è passata dall'ANAS alla Regione Liguria che ha provveduto al trasferimento dell'infrastruttura al demanio della Provincia della Spezia.

## Strada Napoleonica
La costruzione dell'odierna strada 530 fu decisa nel 1812 dall'amministrazione napoleonica per servire via terra la base navale e l'arsenale che avrebbero dovuto sorgere nella zona del Varignano. Ancora oggi viene chiamata "strada Napoleonica" dagli abitanti della zona .